# Ardamore
Das Townland Ardamore (irisch Arda Mór) bei Lispole bzw. Annascaul auf der Dingle-Halbinsel im County Kerry in Irland ist Standort einer Steinreihe und eines Menhirs (englisch Standing stones).
Die etwa 7,55 m lange Nordwest-Südost orientierte Steinreihe liegt an einem Westhang mit Blick über das Lispole-Tal und besteht aus drei Steinen.
- Der höchste Stein im Nordosten ist etwa 3,0 m hoch, 1,7 m breit und 0,4 m dick.
- Der mittlere Stein steht etwa 1,4 m entfernt. Er ist 2,2 m hoch, 1,1 m breit und 0,4 m dick.
- Der dritte Stein steht etwa 1,65 m entfernt. Er ist 2,1 m hoch, 1,3 m breit und 0,5 m dick.
- Etwa 60,0 m entfernt steht der Menhir von Ardamore.

Die Anordnung der Steinreihe und des Menhirs ist sehr ähnlich wie in Rossnakilla im County Cork. Der Ausreißer (englisch outlier) ist etwa 2,9 Meter hoch, 2,0 Meter breit und an der Basis über einen halben Meter dick. Die Nordwestseite ist mit Cup-and-Ring-Markierungen verziert. Über der Mitte des Steins liegt ein Schälchen (englisch cup) mit zwei konzentrischen Ringen, darunter liegen zwei mit je einem Ring. Nahe der Basis des Steins befinden sich zwei Cup- und Ringmotive mit radialen Linien. Der Stein trägt auch sieben einfache Schälchen und eine Reihe von Rillen. Die Felsritzungen des Ausreißers sind ungewöhnlich.
Minard Castle, der Menhir von Graigue und das Wedge Tomb von Doonmanagh liegen in der Nähe.